# Return to Innocence
Singles de Enigma
Carly's Song
(1993) The Eyes of Truth
(1994)
Return to Innocence est une chanson du groupe Enigma paru sur l'album The Cross of Changes paru fin 1993.
Les paroles en anglais sont chantées par Angel X (Andreas Harde), et la chanteuse franco-allemande Sandra prononce aussi une courte phrase (That's not the beginning of the end, that's the return to yourself, the return to innocence).
Pour ce titre, Michael Cretu, producteur et créateur du projet Enigma, qui a connu un succès international avec l'album MCMXC a.D. en 1990, surtout avec le tube Sadeness, prend un sampling (échantillonnage) d'une chanson traditionnelle amis (un peuple aborigène de Taïwan), Sapiliepah a Radiw, chantée par le couple Difang Duana (Kuo Ying-nan) et sa femme Igay Duana (Kuo Hsiu-chu) et enregistrée à leur insu par la Maison des cultures du monde lors d'un concert en 1988. Le titre, sorti en single, connaîtra un succès commercial et sera le titre le plus connu de l'album. Le sampling, par contre, conduira à des poursuites intentées contre Michael Cretu pour violation des droits d'auteur.
Le vidéo-clip de Return to Innocence montre le suivi d'une personne à l'envers, de la mort jusqu'à la naissance.
Enigma a également enregistré une version longue de 7,07 minutes, augmentée de deux couplets supplémentaires, et intitulée Return to Innocence: Long & Alive Version. Elle figure sur la réédition limitée de 1994 de l'album The Cross of Changes.

## Classement hebdomadaire
| Classement                                | Meilleure position |
| ----------------------------------------- | ------------------ |
| Australie (ARIA)                          | 16                 |
| Autriche (Ö3 Austria Top 40)              | 4                  |
| Canada (Top Singles RPM)                  | 4                  |
| États-Unis (Billboard Hot 100)            | 4                  |
| États-Unis (Billboard Adult Contemporary) | 40                 |
| Belgique (Flandre Ultratop 50 Singles)    | 16                 |
| France (SNEP)                             | 11                 |
| Irlande (IRMA)                            | 1                  |
| Italie (FIMI)                             | 12                 |
| Norvège (VG-lista)                        | 1                  |
| Nouvelle-Zélande (RMNZ)                   | 5                  |
| Pays-Bas (Single Top 100)                 | 8                  |
| Pays-Bas (Nederlandse Top 40)             | 6                  |
| Royaume-Uni (UK Singles Chart)            | 3                  |
| Suède (Sverigetopplistan)                 | 1                  |
| Suisse (Schweizer Hitparade)              | 5                  |